# Куртов Олексій Васильович
Олексій Васильович Куртов (12 лютого 1896, село Косяково Спаської волості Бронницького повіту Московської губернії, тепер Московської області, Російська Федерація — 24 березня 1973) — радянський діяч, міністр торгівлі РРФСР, голова Костромського облвиконкому. Депутат Верховної ради СРСР 2-го скликання.

## Біографія
З 1915 до 1918 року служив у російській імператорській армії, учасник Першої світової війни: старший унтерофіцер 604-го піхотного Віслинського полку. 11 липня 1917 року поранений біля села Домамороч.
З липня 1918 до 1922 року служив у Червоній армії, учасник громадянської війни в Росії.
У 1922—1927 роках — секретар Косяковської сільської ради Московської губернії; голова Моргуновського споживчого товариства Московської губернії.
У 1927—1929 роках — завідувач заготівельного відділу Коломенської Спілки споживчих товариств Московської губернії.
Член ВКП(б) з 1929 року.
З 1929 до 1930 року навчався в школі радянського та партійного будівництва.
У 1930—1937 роках — директор радгоспу Коломенського центрального робітничого кооперативу; начальник відділу робітничого постачання Коломенського машинобудівного заводу Московської області.
З вересня 1937 року — завідувач Ярославського обласного відділу радянської торгівлі.
У 1940 — серпні 1944 року — заступник голови виконавчого комітету Ярославської обласної ради депутатів трудящих.
У серпні 1944 — травні 1950 року — голова виконавчого комітету Костромської обласної ради депутатів трудящих.
19 червня 1951 — 1 квітня 1953 року — міністр торгівлі Російської РФСР.
Подальша доля невідома. Помер 24 березня 1973 року.

## Нагороди
- орден Вітчизняної війни І ст.
- орден «Знак Пошани»
- медаль «За оборону Ленінграда»
- медаль «За оборону Москви»
- медаль «За доблесну працю у Великій Вітчизняній війні 1941—1945 рр.»
- медалі